# Josh Ostrovsky

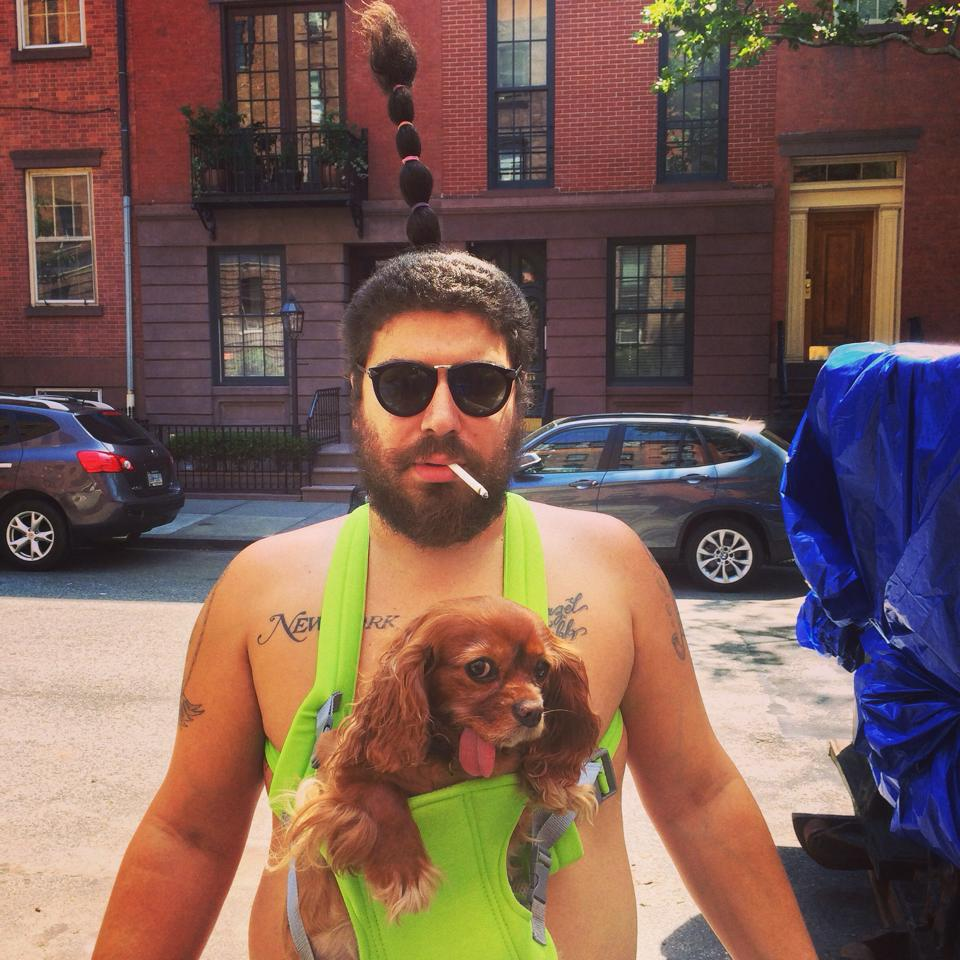
Josh Ostrovsky (2015)

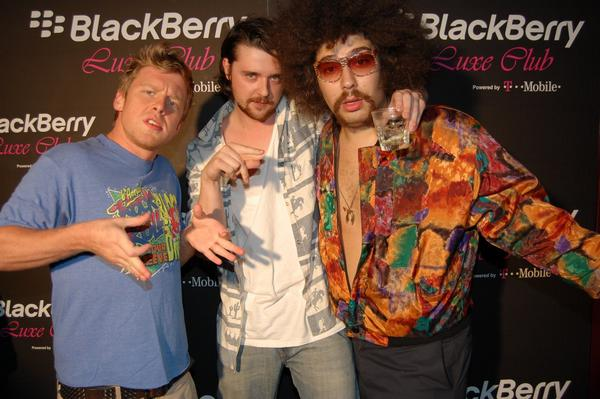
Ostrovsky im „Team Facelift“ (rechts, 2009)

Josh Ostrovsky (geboren 14. Februar 1982 in New York City) ist ein US-amerikanischer Internet-Komödiant.

## Leben
Joshua Ostrovsky wuchs in einer gutbürgerlichen jüdischen Immigrantenfamilie in der Upper West Side auf, seine Mutter Rebecca arbeitet als Ernährungswissenschaftlerin, sein Vater Saul Ostrovsky wurde in Russland geboren und arbeitet als Radiologe. Das Studium am Skidmore College und an der New York University brach er ab, 2004 begann er ein Journalistikstudium an der State University of New York (SUNY) in Albany, New York. Er schloss sich 2009 der Rappergruppe „Team Facelift“  an und entschied sich 2010 für den Beruf des Komödianten in den Social Media. Er eröffnete einen Account bei Instagram, der in der Folge dreimal, zuletzt 2013, wegen unziemlicher Inhalte gesperrt wurde, für die Aufhebung der Sperren konnte er jeweils Unterstützer mobilisieren. Sein Account zählte 2015 5,2 Millionen Follower. Seine Werbekunden rangieren zwischen Burger King, Stella Artois und Virgin Mobile, die, gemäß seinem Interview in der Financial Times im Juli 2015, bereit sind, 6000 $ für ein Namedropping zu zahlen. Er tritt auch unter dem Künstlernamen „The fat jew“ auf.

## Werke
- Money, Pizza, Respect : The Funniest Book You'll  Ever Read. Prahran : Hardie Grant, 2015 ISBN  	9781743583630[1]